# Delphinium bracteosum
Delphinium bracteosum är en ranunkelväxtart som beskrevs av Somm. et Levier. Delphinium bracteosum ingår i släktet storriddarsporrar, och familjen ranunkelväxter. Inga underarter finns listade i Catalogue of Life.